# Sepedon mcphersoni
Sepedon mcphersoni är en tvåvingeart som beskrevs av Knutson och Orth 2001. Sepedon mcphersoni ingår i släktet Sepedon och familjen kärrflugor.
Artens utbredningsområde är Illinois. Inga underarter finns listade i Catalogue of Life.